# Hidden Identity
Hidden Identity (en hangul, 신분을 숨겨라) es una serie de televisión surcoreana emitida durante 2015 y protagonizada por Kim Bum, Park Sung-woong, Yoon So-yi y Lee Won-jong.
Fue trasmitida por tvN los lunes y miércoles a las 23:00 (KST), con una longitud de 16 episodios, a partir del 16 de junio hasta el 4 de agosto de 2015.

## Sinopsis
Park Sung Woong es el responsable del equipo de investigación Número 5, una unidad especial dedicada a la persecución del crimen organizado, las mafias dedicadas al tráfico de drogas, órganos y personas. Para ello emplearán métodos poco convencionales, como escuchas ilegales, infiltraciones en grupos de delincuentes y   enfrentamientos entre bandas de pandilleros.
Cuenta con la colaboración de Cha Gun Woo, exmiembro de los cuerpos especiales de élite; Jang Min Joo experta en camuflaje, análisis de conducta y artes marciales; y Choi Tae Pyung que dispone de gran número de contactos de los que conseguirá información privilegiada.

## Reparto
- Kim Bum es Cha Gun woo
- Park Sung-woong es Jang Moo won
- Yoon So-yi es Jang Min-joo
  - Kim Hye-yoon es Jang Min-joo de joven (Ep. 14)
- Lee Won-jong es Choi Tae-pyeong
- Kim Tae hoon es Min Tae in[5]
- Im Hyun sung es Jin Duk hoo
- Kim Min joon es el profesor Jung
- --- es Lee Kwang shik
- --- es Ahn Kyung soo
- --- es Lee Myung geun
- --- es Nam In ho
- --- es Han Sang joon
- --- es Im Jae myung
- Oh Dae-hwan es Lee Moo-seong.[6]
- Jung Do won
- Woo Jung gook
- Ryu Sung hyun es Baek Pro
- Park Sung taek
- --- es Ji won
- Kim Ha rin es Yeon hwa
- Kim Ji Won es Min Tae hee
- Jung Jin es Chang min
- Hong Seung jin es Sung mo

## Banda sonora
- Sei - «I.D».
- Chul Gu (Feat. Hye Rim) - «New World» (신세계).
- Jun Woo Sung (Noel) - «Light Of Darkness» (어둠의 불빛).
- Mad Soul Child - «It's Over».